# Gil Portes
Gil M. Portes (Pagbilao, 13 september 1945 – Quezon City, 24 mei 2017) was een toonaangevende Filipijnse filmmaker. Hij was actief als filmregisseur, filmproducent en scenarioschrijver.

## Loopbaan
Portes won voor zijn werk als filmmaker vrijwel alle belangrijke Filipijnse filmprijzen en diverse van zijn films werden ook onderscheiden op internationale filmfestivals. Drie van zijn films werden geselecteerd als officiële Filipijnse inzending voor een Oscar, te weten: The Kite (1999), In the Bosom of the Enemy (2001) en Small Voices (2002). Deze laatste film wordt wel beschouwd als een van de meesterwerken van de Filipijnse cinema.
Portes overleed in 2017 op 71-jarige leeftijd.

## Filmografie
| - 2010 Two Funerals - 2009 Pitik bulag - 2006 Barcelona - 2006 The Mourning Girls - 2005 Matthew, Mark, Luke and John - 2004 Beautiful Life - 2003 Homecoming - 2002 Mga munting tinig (Engels: Small Voices) - 2001 Huwag kang kikibo... - 2001 Gatas... Sa dibdib ng kaaway (Engels: In the Bosom of the Enemy) - 2001 ID - 2000 Markova: Comfort Gay - 1999 Saranggola (Engels: Kite) - 1998 Miguel/Michelle | - 1997 Puerto Princesa - 1996 Mulanay: Sa pusod ng paraiso - 1995 Minsan May Pangarap: The Guce Family Story - 1993 Kailan dalawa ang mahal - 1991 Class of '91 - 1990 Andrea, paano ba ang maging isang ina? - 1988 Birds of Prey - 1984 Bukas... May pangarap - 1984 'Merika - 1983 Iiyak ka rin - 1981 High School Scandal - 1981 Carnival Queen - 1980 Miss X - 1977 Sa piling ng mga sugapa |

## Onderscheidingen
- 1990 - Metro Manila Film Festival - Beste Regisseur voor Andrea, paano ba ang maging isang ina?
- 2000 - Star Award voor meest originele script - The Kite
- 2003 - Palm Beach International Film Festival Beste Film, Beste Script en Beste Regisseur - Small Voices
- 2003 - Gawad Urian Award voor beste regisseur - Small Voices
- 2003 - FAMAS Award voor beste regisseur - Small Voices